# Jezioro Żnińskie Duże
Jezioro Żnińskie Duże – jezioro w Polsce, położone w województwie kujawsko-pomorskim, w powiecie żnińskim, w gminie Żnin, na terenie Pojezierza Żnińsko-Mogileńskiego.

## Charakterystyka
Jezioro ma słabo rozwiniętą linię brzegową. Idealnie nadaje się za to do uprawiania windsurfingu ze względu na brak lasów wzdłuż linii brzegowej i w związku z tym lepszy dostęp wiatrów do akwenu niż w przypadku wielu okolicznych jezior. Co roku odbywają się tu regaty w windsurfingu.

## Dane morfometryczne
Powierzchnia zwierciadła wody według różnych źródeł wynosi od 420,5 ha do 431,6 ha. Zwierciadło wody położone jest na wysokości 77,7 m n.p.m. lub 78,0 m n.p.m. Średnia głębokość jeziora wynosi 6,8 m, natomiast głębokość maksymalna 11,1 m.
W oparciu o badania przeprowadzone w 2004 roku wody jeziora zaliczono wody jeziora zaliczono do wód pozaklasowych i II kategorii podatności na degradację. W roku 1997 wody jeziora również zaliczono do wód pozaklasowych.

## Hydronimia
Według urzędowego spisu opracowanego przez Komisję Nazw Miejscowości i Obiektów Fizjograficznych (KNMiOF) nazwa tego jeziora to Jezioro Żnińskie Duże. Na niektórych mapach topograficznych jezioro to występuje pod nazwą Duże Żnińskie.

## Ochrona przyrody
Jezioro leży w obrębie Obszaru Chronionego Krajobrazu "Jezior Żnińskich".